# 土井敏之
土井 敏之（どい としゆき、1970年8月19日 - ）は、NHKの元アナウンサー、TBSテレビのエグゼクティブアナウンサー。

## 人物
東京都中野区出身。実家は自転車店。東京都立西高等学校、早稲田大学法学部卒業。都立西高ではバレーボール部、早大では早稲田大学アナウンス研究会に所属していた。
高校3年生のときの1988年ソウルオリンピックのラジオ実況を聞いて「オリンピックの放送をやりたい」との思いからアナウンサーを志望。早稲田大学卒業時に日本放送協会（NHK）の試験に合格し、1994年に入局、佐賀放送局に赴任する。同期には久保純子（現・フリー） 、小田切千、三上弥、高橋美鈴、石井麻由子、坂梨哲士、石井哲也、田中朋樹、三橋大樹などがいる。
入局2年目の1995年秋にTBS（現：TBSホールディングス）のアナウンサー中途採用へ応募し内定を受けたことから、同年12月31日付でNHKを退局。翌1996年1月1日付で入社。TBSでは野球、ボクシング、バレーボールなどスポーツ中継の実況を担当。2006 FIFAワールドカップ決勝戦の民放ラジオ代表実況を務めたほか、2010 FIFAワールドカップ決勝トーナメント1回戦の日本対パラグアイ戦のテレビ実況も担当した。
スポーツ以外では報道・情報系番組へ起用されることも多く、午後の生活情報番組『ジャスト』のメインパーソナリティや朝の報道・情報番組『ウォッチ!』のメインキャスターを歴任した。

## 嗜好・挿話
- 新卒時にも民放各局の試験を受けたが、東京の各キー局はTBSも含めいずれも書類選考など初期の段階で不合格、讀賣テレビ放送（ytv）と中国放送（RCC）は最終審査まで行くもいずれも不合格だったという[4]。
- NHKへの入局当時、佐賀局にはスポーツアナウンサーとして既に一線で活躍していた岩佐英治がおり、岩佐の指導もあって1年目から全国高等学校野球選手権佐賀大会の実況を担当したほか、Jリーグ入りを目指していた鳥栖フューチャーズ戦実況中継のレポートを担当するなど、スポーツ実況の現場経験を多く積んでいる[4]。NHKを辞める気は毛頭なかったという[2]が、TBS内定をもらった後に岩佐から「5年経ったら人間関係ができてしがらみもできるし、愛着も湧いて、絶対に辞めなくなる。それに5年経ってから転職を考えたときに、今ある話は絶対ないだろう。せっかくの機会だし、2年目の今のうちに辞めちゃったほうがいいよ」と言われたことが転職の後押しになったという[4]。
- TBSの中途採用受験は早大アナウンス研究会の先輩だった初田啓介から誘われたもの[2]で、採用の対象者をスポーツ実況の経験者に限っていた。受験の時点では年齢が応募条件の下限を下回っていた（本人の記憶では30歳以上が対象）が、結局は採用されている[2]。同様の経緯での中途採用者はしばらくいなかったが、2020年に南波雅俊がTBSテレビに中途入社している。
- 2005年4月からはかつて出演していた土曜夜の情報番組『ブロードキャスター』に約2年ぶりに復帰。NHKでの同期である久保純子と共演、その後同番組の最終回まで出演した。映画・落語・歌舞伎鑑賞が趣味の一つで、『ブロードキャスター』では都々逸風の前振りを行っていたこともある。本人曰く、台本には「勢いよくヨロシク!」としか書かれておらず、当初は競馬コーナーの前振りだったこともあり、「場外馬券売り場にいる予想屋」と「『男はつらいよ』での車寅次郎の啖呵売」のイメージで、ほぼアドリブで演じていたという[2]。
- 『HBCファイターズナイター』の制作をTBSラジオが行う際（西武ドーム・千葉マリンスタジアム・東京ドームからの中継）にはほぼ全てのカードで実況を担当していた。2012年は土井の出番は減り、後輩の石井大裕が実況するケースが増えている。
- 2007年9月9日、東京ドームでの『TBSラジオ エキサイトベースボール』巨人対阪神の放送で1塁側巨人サイドのベンチリポートを担当していたが、10回裏の巨人攻撃前に完全に声が嗄れて出なくなった戸崎貴広に代わり、急遽実況を担当した[2][6]。
- 大野雄二が作る楽曲に幼少期から親しんできた縁で、TBS移籍後の2016年に大野が「YUJI OHNO & LUPINTIC」というバンドを結成してからは、同バンドのライブやアルバムにMCとして参加した経験を持つ（詳細後述）[7]。また、2009年3月まで放送されていたTBSラジオの長寿番組『コサキンDEワァオ!』のリスナーで、出演者である小堺一機の舞台小堺クンのおすましでSHOWを高校2年の頃から毎年見に行っている。2022年12月に行われた『コサキン』40周年記念イベントでは開演・終演時のアナウンスを担当、「コサキンと仕事をする」という入社して以来の悲願を叶えている[8]
- 2011年3月30日には、「歌手デビュー」としてCDデビューを果たした。もともとは秋冬期にレギュラー出演していたラジオ番組『Kakiiin』の企画で、リスナーから寄せられた歌詞に共演者のサンプラザ中野くんが曲をつけて完成した音頭調の楽曲（タイトルは『音頭deありまんす!』）であり、土井が「赤坂音頭マシーン（AOM）」という芸名で歌っている。当初は3月21日に東京・中野サンプラザで開催予定だった同番組のイベントにおいて、番組関連グッズとして会場で販売しようとして300枚のCDを生産したが、3月11日に発生した東北地方太平洋沖地震（東日本大震災）の影響でイベントが中止となり、赤坂サカス内のTBSストアでの店頭販売やTBSラジオの通信販売に変更された。
- 2018 FIFAワールドカップ決勝トーナメント1回戦のスペイン対ロシア戦のテレビ実況を担当したが、間断なく絶叫するスタイルと独特の比喩表現がネット上での賛否両論を巻き起こした[9]。こういった実況への批判に対して、土井は「私たちは署名記事を書いているのと同じ」と例え、実況に対するいかなる責任も自分で負うとした上で「波風立てようとか、フックをかけようとかクサビを打ち込もうという気はない」「色々狙って外すのは間違っている。そして狙うと必ず外す。何かを用意して、準備して、このフレーズをここに入れるとか、こういう描写をしてやろうとするとうまくいかない」「決め台詞に向かって逆算するとダメ。むしろ、やっていくうちにこうなってしまった、というのに近い」と、意図的なものではないことを説明している[4]。
- 家業はオートバイ販売店。かつてこの店でたけし軍団の佐竹チョイナチョイナがバイクを購入しており、ビートたけしが事故を起こしたのはこの車両だとみられたことから、店まで取材陣がやって来たという[10]。

## 現在の出演番組

### ラジオ
- 森本毅郎・スタンバイ!（「スポーツスタンバイ!」、不定期）森本が休みのときは主に代役パーソナリティを務める。
- パンサー向井の＃ふらっと（ニュースキャスター／不定期、2022年4月 - ）

### テレビ
- スポーツ中継（野球、サッカー、ボクシング、バレーボール、陸上など）
- ひるおび（月・火）

## 過去の出演番組

### ラジオ
- TBSラジオ エキサイトベースボール（実況・リポーターを担当、2017年限りで自社での放送と全国配信を終了し、横浜DeNAベイスターズ主催試合のビジター側JRN系列局への裏送りのみ実施）
- かもネギ情報局
- Kakiiin（カキーン、2008・2009・2010年度いずれも木曜担当）
- OLERA（2014年10月 - 2015年3月、水曜日のリポーター）
- 都市型生活情報ラジオ 興味R（2017年8月28日、週替わりアシスタント）
- 簡易恋愛プログラム 宮川賢のデートの時間でそ?!（放送期間は2016年4月16日[注 1] - 2019年12月28日、2019年中の複数回でナレーション）
- 伊集院光とらじおと（番組内のニュースを不定期で担当）
- 朗読のミカタ（2022年10月 - 2023年3月に放送）→朗読のヒロバ（2024年10月より放送、いずれもJRN全国ネットで平日昼に放送される事前収録番組）
  - 2023年1月23 - 26日：歌舞伎の鑑賞を趣味としていることから、「歌舞伎の名台詞」を朗読。
  - 2023年3月20・21・23日：アントニオ猪木の詩集「猪木詩集『馬鹿になれ』」から、詩の一節を抜粋して朗読。なお、担当最終日（23日）のエンディングで同年3月末での『朗読のミカタ』の終了と翌週の朗読を赤江珠緒（フリーアナウンサー、TBSラジオにおける内包先番組『たまむすび』のパーソナリティ）が担当することを発表したため、『朗読のミカタ』でのTBSテレビ所属のアナウンサーからは最後の出演者となった。
  - 2024年10月4日：『文福茶がま』（作・楠山正雄）和尚役
- ROCK ENTERTAINMENT 高見沢俊彦のロックばん（ナレーター／不定期、2022年7月 - 2023年3月）
- GARAGE HERO's 〜愛車のこだわり〜（2023年3月26日・4月2日、安東弘樹欠席時の代理パーソナリティ）

### テレビ
- ウォッチ!
- ジャスト（1998年 - 2003年）[3][5]
- スーパーサッカー[3][5]
  - S☆1・スパサカ（不定期出演）
- ブロードキャスター（1997年4月 - 2003年3月・2005年4月 - 2008年9月）[3][5]
- メシバナ。（ナレーション担当）
- 男のヘンサーチ!!ナレーション
- 落語研究会ぷち（BS-TBS、聞き手）ほか
- 世紀のワイドショー!ザ・今夜はヒストリー（特集コーナーを担当）
- ロンドンオリンピック（ジャパンコンソーシアムのメンバーとして、バレーボール、ビーチバレー、陸上の実況を担当）
- クイズ!THE違和感（コーナー実況）

## 作品

### シングル
音頭deありまんす!（2011年3月30日）
アーチスト名：赤坂音頭マシーン（AOM）withサンプラザ中野くん
販売元：TBSラジオ&コミュニケーションズ
LET'S DANCE / YUJI OHNO & LUPINTIC（2011年5月25日）
販売元：バップ
※M1およびM10「A.T.M Featuring 土井敏之（from TBS RADIO Kakiiin）」に参加（A.T.Mは「赤坂トーキングマシーン」の略）